# Richard Griffiths
Richard Thomas Griffiths OBE (Thornaby-on-Tees, 31 de julho de 1947 — Coventry, 28 de março de 2013) foi um ator britânico de grande performance. Apesar de ter interpretados vários personagens, é bastante conhecido pelo papel de Válter Dursley na série Harry Potter.
Griffiths morreu no dia 28 de março de 2013, no Hospital Universitário de Coventry, devido a complicações derivadas de uma operação coronária.

## Filmografia
| Ano  | Título                                            | Personagem                            |
| ---- | ------------------------------------------------- | ------------------------------------- |
| 1977 | Isso não Deveria Acontecer com um Veterinário     | Sam Broadbent                         |
| 1979 | Ninguém é Perfeito (série de TV)                  | Sam Hooper                            |
| 1980 | Breaking Glass                                    | Engenheiro de estúdio                 |
| 1980 | Superman II - A Aventura Continua                 | Terrorista                            |
| 1981 | Carruagens de Fogo                                | Porteiro chefe                        |
| 1981 | A Mulher do Tenente Francês                       | Senhor Tom                            |
| 1981 | Ragtime                                           | Assistente de Delmas                  |
| 1982 | Hospital Britânia                                 | Cheerful Bernie                       |
| 1982 | Gandhi                                            | Collins                               |
| 1982 | Minder (série de TV)                              | Derek Farrow                          |
| 1982 | Opa, Apocalipse                                   | Primeiro Ministro Dubienkin           |
| 1982 | Ave de Rapina (série de TV)                       | Henry Jay                             |
| 1983 | Mistério no Parque Gorky                          | Anton                                 |
| 1983 | As Cleópatras (série de TV)                       | Pot Belly                             |
| 1983 | Bergerac (série de TV)                            | Jean-Pierre                           |
| 1984 | Greystoke - A Lenda de Tarzan, o Rei da Selva     | Capitão Billings                      |
| 1984 | Meu Reino por um Leitão                           | Henry Allardyce                       |
| 1984 | Bird of Prey 2 (série de TV)                      | Henry Jay                             |
| 1986 | Surpresa de Shanghai                              | Willie Tuttle                         |
| 1987 | Withnail & Eu                                     | Tio Monty                             |
| 1987 | Ffizz (série de TV)                               | Jack Mowbray                          |
| 1988 | Um Tipo de Vida (série de TV)                     | Trevor Beasley                        |
| 1991 | Rei Por Acaso                                     | Duncan Phipps                         |
| 1991 | Corra que a Polícia Vem Aí 2½                     | Dr. Albert S. Meinheimer/Earl Hacker  |
| 1992 | Escândalos no Hotel                               | Maurice Horton                        |
| 1994 | O Agente Secreto                                  | Frederick                             |
| 1994 | Torta no Céu (série de TV)                        | Henry Crabbe                          |
| 1995 | Rir É Viver                                       | Jim Minty                             |
| 1995 | Torta no Céu (série de TV)                        | Henry Crabbe                          |
| 1996 | Torta no Céu (série de TV)                        | Henry Crabbe                          |
| 1997 | Torta no Céu (série de TV)                        | Henry Crabbe                          |
| 1998 | Os Contos de Cantuária                            | Saturno (voz)                         |
| 1999 | A Lenda do Cavaleiro sem Cabeça                   | Magistrado Samuel Philipse            |
| 1999 | Esperança e Glória (série de TV)                  | Leo Wheeldon                          |
| 2000 | Vatel                                             | Dr. Bourdelot                         |
| 2000 | Gormenghast                                       | Swelter                               |
| 2001 | Harry Potter e a Pedra Filosofal                  | Válter Dursley                        |
| 2002 | Harry Potter e a Câmara Secreta                   | Válter Dursley                        |
| 2002 | TLC (série de TV)                                 | Benedict Ron                          |
| 2002 | Jeffrey Archer: A Verdade                         | William Whitelaw                      |
| 2004 | Harry Potter e o Prisioneiro de Azkaban           | Válter Dursley                        |
| 2004 | A Bela do Palco                                   | Sir Charles Sedley                    |
| 2005 | O Guia do Mochileiro das Galáxias                 | Jeltz                                 |
| 2005 | Bleak House                                       | Bayham Badger                         |
| 2006 | Vênus                                             | Donald                                |
| 2006 | Fazendo História                                  | Hector                                |
| 2007 | Harry Potter e a Ordem da Fênix                   | Válter Dursley                        |
| 2008 | Um Faz De Conta Que Acontece                      | Barry Nottingham                      |
| 2010 | Botas em Whitehall                                | Hermann Göring (voz)                  |
| 2010 | Harry Potter e as Relíquias da Morte – Parte 1    | Válter Dursley                        |
| 2010 | Teatro Nacional Ao Vivo: O Hábito da Arte         | W. H. Auden                           |
| 2011 | Piratas do Caribe: Navegando em Águas Misteriosas | Jorge II da Grã-Bretanha              |
| 2011 | A Invenção de Hugo Cabret                         | Monsieur Frick                        |
| 2011 | Episodes                                          | Julian Bullard                        |
| 2013 | Questão de Tempo                                  | Um advogado de defesa (não creditado) |